# 市来満
市来 満（いちき みつる、1969年9月26日 - ）は、日本の音響監督。東京都出身。

## 来歴・人物
主に洋画の吹き替えの演出を行っている。特にジャッキー・チェン出演作品の演出に定評があり、数多く手掛けている。デアゴスティーニ発行の「ジャッキー・チェン DVDコレクション」付属のマガジンでは執筆協力に名を連ねている。また、ジャッキー・チェンの専属声優で有名な石丸博也氏のギネスブック認定で尽力をしたほか、石丸博也氏の声優引退後「ライド・オン」公開時に石丸氏を限定復活させるなど、ジャッキー作品への貢献度は大きい。デアゴスティーニ発行の「ジャッキー・チェン DVDコレクション」付属のマガジンでは執筆協力に名を連ねている。またデアゴスティーニでは「あぶない刑事DVDコレクション」付属のマガジンでも編集・執筆を担当している。
自身の演出について、キャスティング作業を最も重視していると語っている。また、一番意識しているのは「作ることが目的ではなく、見てもらうことが目的」であるため、視聴者に受け入れてもらえるかということを大切にしている。
今まで演出を手掛けた作品の中で思い入れが深いドラマ作品に『ファンタスティック・カップル』を挙げている。

## 参加作品
※特記のないものに限り、アニメ作品は音響監督、吹き替え作品は演出としての参加。

### 吹き替え

#### ジャッキー・チェン作品
- 1911
- エンター・ザ・フェニックス
- カンニング・モンキー 天中拳
- クレージーモンキー 笑拳
- キャノンボール
- 拳精
- 五福星
- ゴージャス
- ゴールデン・ジョブ
- THE MYTH/神話
- サンダーアーム/龍兄虎弟
- 七福星
- 蛇鶴八拳
- ジャッキー・チェンの必殺鉄指拳
- ジャッキー・チェン マイ・ストーリー
- 少林寺木人拳
- 新宿インシデント
- スパルタンX
- 成龍拳
- ダブル・ミッション
- ドラゴン・キングダム
- ドラゴン・ブレイド
- ドラゴン・プロジェクト
- ドラゴンロード
- ナイト・オブ・シャドー 魔法拳
- ファイナル・ドラゴン
- プロジェクトA2 史上最大の標的
- プロジェクトBB
- プロテクター
- ポリス・ストーリー/香港国際警察
- ポリス・ストーリー2/九龍の眼
- 香港国際警察/NEW POLICE STORY
- 奇蹟/ミラクル
- ヤングマスター 師弟出馬
- ライド・オン
- ラッシュアワー2
- 龍拳
- レイルロード・タイガー

#### 映画
- アイアン・スカイ 第三帝国の逆襲
- アイスマン 宇宙最速の戦士
- 逢いたくて
- 愛の落日
- 相棒 シティ・オブ・バイオレンス
- アート・オブ・ウォー2
- アート・オブ・ウォー3
- アーリャマーン EPISODE 1 帝国の勇者
- RRR
- アタック・ザ・マミー
- アドミッション -親たちの入学試験-
- アナーキスト
- あなたは遠いところに
- アメリカン・アウトロー
- アメリカン・グラフィティ
- アラバマ物語
- 阿羅漢
- 暗殺
- アンダー・サスピション
- アンダーワールド
- アンチ・ライフ
- アンティーク 〜西洋骨董洋菓子店〜
- アンナとロッテ
- アンリミテッド
- イエスタデイ、ワンスモア
- イグニッション
- イズント・シー・グレート
- イビサボーイズ GO DJ!
- いずれ絶望という名の闇
- 痛み
- 1987、ある闘いの真実
- いつか眠りにつく前に
- イップ・マン外伝 マスターZ
- イップ・マン黎明
- イップ・マン立志
- イップ・マン九龍
- イントルーダーズ
- インビンシブル
- ヴァイラス
- ウェルカム!ヘヴン
- 受取人不明
- 宇宙空母ギャラクティカ（1978年劇場公開版）
- ウトヤ島、7月22日
- 海を飛ぶ夢
- 海にかかる霧
- 裏窓
- 永遠のマリア・カラス
- エイリアンVSエイリアン
- エイリアンVSヴァネッサ・パラディ
- エターナル
- エデンより彼方に
- FPU 〜若き勇者たち〜
- エヴァとステファンとすてきな家族
- LBJ ケネディの意志を継いだ男
- オー!ブラザーズ
- オーバー・サマー 爆裂刑事
- オールウェイズ
- オペレーション・メコン
- 王朝の陰謀 闇の四天王と黄金のドラゴン
- 王の男
- 王の運命-歴史を変えた八日間-
- 王の涙-イ・サンの決断-
- おじいちゃんはデブゴン
- 男たちの挽歌
- 男と女 人生最良の日々
- おまけつき新婚生活
- 親指ゴッドファーザー
- 親指バットサム
- 親指フランケン
- 親指ブレアウィッチ
- 隠された時間
- 風のファイター
- 悲しみよりもっと悲しい物語
- 神と共に 第一章:罪と罰
- 神と共に 第二章:因と縁
- 烏
- 彼らだけの世界
- 華麗なる恋の舞台で
- 華麗なるリベンジ
- 完全犯罪クラブ
- 記者たち 衝撃と畏怖の真実
- 鬼手
- キス★キス★バン★バン
- キックオーバー
- キッチン
- キッチン・ストーリー
- キャメロット
- キャロルの初恋
- 今日も僕は殺される
- 恐怖の岬
- キング・オブ・ポルノ
- キングメーカー 大統領を作った男
- 九龍の絆
- グッドモーニング・プレジデント
- クライモリ
- クラッシュ
- グレート・アドベンチャー
- 宮女
- ケープタウン
- 喧嘩 -ヴィーナスvs僕-
- ケンタッキー・フライド・ムービー
- 恋の罠
- 高地戦
- 声／姿なき犯罪者
- 氷の微笑2
- -悟空伝-
- ゴッド・ギャンブラー レジェンド
- コースト・ガード
- コール・オブ・ヒーローズ/武勇伝
- ゴールデンスランバー
- ゴールデン・ジョブ
- コールド・ウォー 香港警察 二つの正義
- コンフィデンシャル/共助
- コンフェッション
- ザ・アウトロー
- ザ・ウォール
- ザ・キング
- ザ・プロフェッショナル
- ザ・メキシカン
- ザ・ワン
- サイレント・ナイト
- 作戦 The Scam
- サード・パーソン
- サーホー
- 最強☆彼女
- 最終目的地
- 西遊記 孫悟空vs白骨夫人
- 西遊記 女人国の戦い
- 最後の贈り物
- サウンド・オブ・サンダー
- サバイバー
- セブンデイズ
- 霜花店 運命、その愛
- ジェイ&サイレント・ボブ 帝国への逆襲
- シェイド
- シカゴ
- ジャスティス
- Shall We Dance?
- JAWAN/ジャワーン
- シャンプー台のむこうに
- 修羅
- 少林寺
- 少林寺2
- 新少林寺三十六房
- 純愛中毒
- 親愛なるきみへ
- 新感染 ファイナル・エクスプレス
- 新喜劇王
- シン・シティ
- ス
- スコーピオン・キング3
- スコーピオン・キング4
- ストリートダンス
- ストーミーナイト
- ストレンジャーズ 地獄からの訪問者
- ストレンジ・アフェア
- スネーク・フライト
- スパイダー・フォレスト 懺悔
- SPY N
- スパイ・ゲーム
- スーパーティーチャー 熱血格闘
- スマート・チェイス
- スーリヤヴァンシー
- 西部戦線異状なし
- 西部戦線1953
- 世界でいちばんのイチゴミルクのつくり方
- セシル・B/ザ・シネマ・ウォーズ
- セリーナ 炎の女
- 戦場のメロディ
- 操作された都市
- ソウル
- 卒業の朝
- それだけが、僕の世界
- タイガー 伝説のスパイ
- タイガー 甦る伝説のスパイ
- タイガー 裏切りのスパイ
- タイガー・マウンテン 雪原の死闘
- ダーク・ウォーター
- ダーク・スティール
- ダーク・プレイス
- 第3の愛
- ターミネーター3
- ただ悪より救いたまえ
- 小さい魔女とワルプルギスの夜
- T-34 レジェンド・オブ・ウォー
- テキサス・レンジャーズ
- デスレース3インフェルノ
- 太陽の雫
- TAICHI/太極 ゼロ
- TAICHI/太極 ヒーロー
- 大魔術師Xのダブル・トリック
- 桃さんのしあわせ
- ターザン
- ダブルタップ
- 誰が俺を狂わせるか?
- チアーズ!
- 血も涙もなく
- チャイルド・プレイ/チャッキーの種
- 超酔拳
- 朝鮮魔術師
- ディープ・コア2002
- デウス/侵略
- デッドコースター ファイナル・デスティネーション2
- デモンズ2001
- 天上の剣
- デンジャラス・ラン
- 天命の城
- トータル・フィアーズ
- ドーン・オブ・ザ・デッド
- 逃走迷路
- トゥームレイダー
- トゥームレイダー2
- トゥモロー・ワールド
- 特攻!BADBOYS
- 友へ チング
- ドラゴン・クロニクル 妖魔塔の伝説
- ドラゴンゲート 空飛ぶ剣と幻の秘宝
- ドラゴン・スクワッド
- ドラゴン×マッハ!
- ドラゴン・フォー 秘密の特殊捜査官/隠密
- ドラゴン・フォー2 秘密の特殊捜査官/陰謀
- ドラゴン・フォー3 秘密の特殊捜査官/最後の戦い
- トラッシュ! -この街が輝く日まで-
- ドリームシップ エピソード1/2
- 鳥
- ナイブズ・アウト/名探偵と刃の館の秘密
- ナチス第三の男
- 夏物語
- 7級公務員
- 72時間
- 名もなき野良犬の輪舞
- 2月の夏
- ニューオーリンズ・トライアル
- ニューヨークの恋人
- 人魚姫
- ノーザン・リミット・ライン 南北海戦
- バーフバリ 伝説誕生
- バーフバリ 王の凱旋
- ハート・オブ・ウーマン
- ハードコア
- バーニング 劇場版
- パーム・スプリングス
- バイオ・アマゾネス
- バイオ・アマゾネス2
- バイス
- 背信の行方
- 白蛇伝説
- PATHAAN/パターン
- ハチとパルマの物語
- ハッピー・フライト
- バトル・オーシャン 海上決戦
- 花嫁はギャングスター2
- 花嫁はギャングスター3 ソウル・ウェディング
- パニック・エレベーター
- パラサイト 半地下の家族
- パリに見出されたピアニスト
- バンク・ジョブ
- ハンサン -龍の出現-
- ハンニバル
- ピアノを弾く大統領
- PMC:ザ・バンカー
- 人質 韓国トップスター誘拐事件
- 否定と肯定
- ヒットラー
- ビフォア・サンセット
- 卑劣な街
- ビロウ
- 二人の王女
- ファイティング・ラブ
- ファイナル・カット
- ファイナル・デッドコースター
- ファーストキス
- ファミリー・プロット
- 風暴ファイヤーストーム
- フォルテ
- ふたつの恋と砂時計
- フューチャーワールド
- フライ・ダディ
- ブラックマスク2-CITY OF MASKS-
- ブラッド・ブラザーズ
- ブラフマーストラ
- プリースト
- プリンス&プリンセス
- ブルドッグ
- プルートで朝食を
- ブルークラッシュ2
- ブレア・ウィッチ
- ブレイド・マスター
- プレイモービル マーラとチャーリーの大冒険
- ブレス・ザ・チャイルド
- プロジェクト・サイレンス
- 白頭山大噴火
- ヘドウィグ・アンド・アングリーインチ
- 辺校
- ヘンダーソン夫人の贈り物
- 変身パワーズ
- 変態村
- 封神伝奇 バトル・オブ・ゴッド
- 暴力サークル
- ぼくとゾンビと秘密のハロウィン
- 星から来た男
- 炎のメモリアル
- ホワイト・バレット
- ボーン・トゥ・フライ
- マイ・ビューティフル・ジョー
- マイ・リトル・ブライド
- 魔界戦記 雪の精と闇のクリスタル
- マガディーラ 勇者転生
- マザーズ・デイ
- MASTER/マスター
- マッド・ハイジ
- マッリの種
- マネークレイジー
- ミス・シェパードをお手本に
- Mr.&Mrs. スミス
- Mr. ソクラテス
- ミッドナイト・サン 〜タイヨウのうた〜
- ミリオンダラー・ホテル
- 無影剣
- 無敵のドラゴン
- ムトゥ 踊るマハラジャ
- メルシィ人生!
- もっと猟奇的な彼女
- 燃えよデブゴン TOKYO MISSION
- モンキー・マジック 孫悟空誕生
- モンスター・ハント
- モンテ・クリスト伯
- 約束の宇宙
- 野獣処刑人 ザ・ブロンソン
- 山の郵便配達
- ユゴ 大統領有故
- 夢の旅路
- 妖魔伝 レザレクション
- ライズ・オブ・シードラゴン 謎の鉄の爪
- ラスト、コーション
- ラスト・プリンセス 大韓帝国最後の皇女
- ラスト・プレゼント
- ラスベガスをやっつけろ
- ラベンダー
- ランナーランナー
- リサイクル-死界-
- 流転の地球 -太陽系脱出計画-
- ルールズ・オブ・アトラクション
- レクイエム・フォー・ドリーム
- 恋戦 OKINAWA
- ロード・オブ・クエスト ドラゴンとユニコーンの剣
- ローラーボール
- 6年目も恋愛中
- ロスト・レジェンド
- ロビンソン・クルーソー
- ロング・トレイル!
- ワイルド・カード
- ワンス・アンド・フォーエバー

#### テレビドラマ
- アークエンジェル
- アイドゥ・アイドゥ 〜素敵な靴は恋のはじまり
- あすなろ白書
- ありがとうございます
- 美男〈イケメン〉バンド 〜キミに届けるピュアビート
- 美男ですね（美男<イケメン>ですね～Fabulous★Boys）
- イタズラなKiss（イタズラなKiss～Miss in Kiss）
- イタズラなKiss（イタズラなKiss〜Playful Kiss）
- イップマン
- 運命の7秒間
- エンパイア
- オーファン・ブラック 暴走遺伝子
- オーファン・ブラック2
- 王は愛する
- 王の後宮
- 女の香り
- 思いっきりハイキック!
- 輝くか、狂うか
- 彼女がラブハンター
- カムバック マドンナ〜私は伝説だ
- 華麗なる遺産
- キャメロット CAMELOT 〜禁断の王城〜
- 宮 -Love in Palace-
- 賢后 衛子夫
- 後宮の涙
- 孔子
- ザ・ブリッジ 〜国境に潜む闇
- 師任堂、色の日記
- サウス・オブ・ヘル 魔物の巣食う街
- XIII:THE SERIES サーティーン:ザ・シリーズ
- XIII2:THE SERIES サーティーン2:ザ・シリーズ
- サティスファクション
- 山河令
- 三国志 秘密の皇帝
- 三国志 Three Kingdoms
- 三国志～趙雲伝～
- シティーハンター in Seoul
- 恕の人 -孔子伝-
- シンイ-信義-
- 絶対彼氏。
- セレブの誕生
- 曹操
- 大秦帝国
- ダニーのサクセス・セラピー
- 謀りの後宮
- チョンオクチョン〜愛に生きて
- 朝鮮ガンマン
- 朝鮮精神科医ユ・セプン
- 朝鮮精神科医ユ・セプン2
- 朝鮮弁護士
- 帝王の娘 スベクヒャン
- 天下第一
- TWO WEEKS
- トランスポーター ザ・シリーズ シーズン2
- のだめカンタービレ〜ネイルもカンタービレ
- バーフバリ 失われた伝説
- 花より男子（花より男子〜Boys Over Flowers）
- ヒットラー
- ファンタスティック・カップル
- 僕らのイケメン青果店た男
- ボスを守れ
- ボルジア 欲望の系譜
- プロポーズ大作戦
- 海雲台の恋人たち
- マイスイートソウル
- MAD MEN マッドメン
- 南少林三十六房
- ライブラリアンズ 第一章 失われた秘宝
- 蘭陵王
- レディプレジデント〜大物
- ロード・ナンバーワン
- ロック、ストック&フォー・ストールン・フーヴズ
- ロック、ストック&スパゲッティ・ソース
- ロック、ストック&ワン・ビッグ・ブロック
- ロマンスが必要
- ロマンスが必要2
- 私たち結婚できるかな

#### テレビアニメ
- シンビアパート ゴーストボールの秘密
- チャギントン
- どうぶつたんけん！ドゥダとダダ
- ネリーとセザール
- ブレッド・バーバーショップ

#### webアニメ
- アルプスの少女ハイジ？ちゃらおんじ
- アルプスの少女ハイジ？ちゃらおんじＺ

### ラジオ
- アスラジ
- 阪本浩之のラジオ・サカラジ
- ちょこまに放送局＋
- NightOwlの"シン"夜更かしフクロウ
- 長谷部香苗のcinema bar radio
- ラジonジャッキー

### 著書・編集協力
- あぶデカ30周年記念 あぶない刑事ヒストリーBOOK 1986→2016（講談社）
- あぶない刑事 DVDマガジン（講談社）
- あぶない刑事 DVDコレクション（デアゴスティーニ）
- あぶない刑事 マニアックス（講談社）
- あぶない刑事 1990（講談社）
- あぶない刑事インタビューズ「核心」 (立東舎)
- ノベライズ 帰ってきたあぶない刑事（講談社）
- 帰ってきた あぶない刑事 officialビジュアルBOOK (ART NEXT)
- 帰ってきた あぶない刑事 ABOOKLET Ver.（東映ビデオ）
- 傑作カンフー映画　ブルーレイコレクション（デアゴスティーニ）
- ジャッキー・チェン DVDコレクション（デアゴスティーニ）
- ジャッキー・チェン 成龍伝説（ART NEXT）
- スーパーマン　ザ・ヒーロー（ART NEXT）
- トム・クルーズ　ザ・レジェンド（ART NEXT）

### メイキングディレクター
- バトル・ロワイアル（2000年12月16日公開、東映）
- バトル・ロワイアルII 【鎮魂歌】（2003年7月5日公開、東映）
- 娘の結婚（2003年12月14日、WOWOW）
- 69 sixty nine（2004年7月10日公開、東映）
- 自由戀愛（2005年1月23日、WOWOW。2005年9月3日公開）
- 心の砕ける音〜運命の女〜（2005年2月20日、WOWOW）
- まだまだあぶない刑事（2005年10月22日公開、東映）
- さらば あぶない刑事（2016年1月30日公開、東映）
- 帰ってきた あぶない刑事（2024年5月24日公開、東映）